# 아르파드교

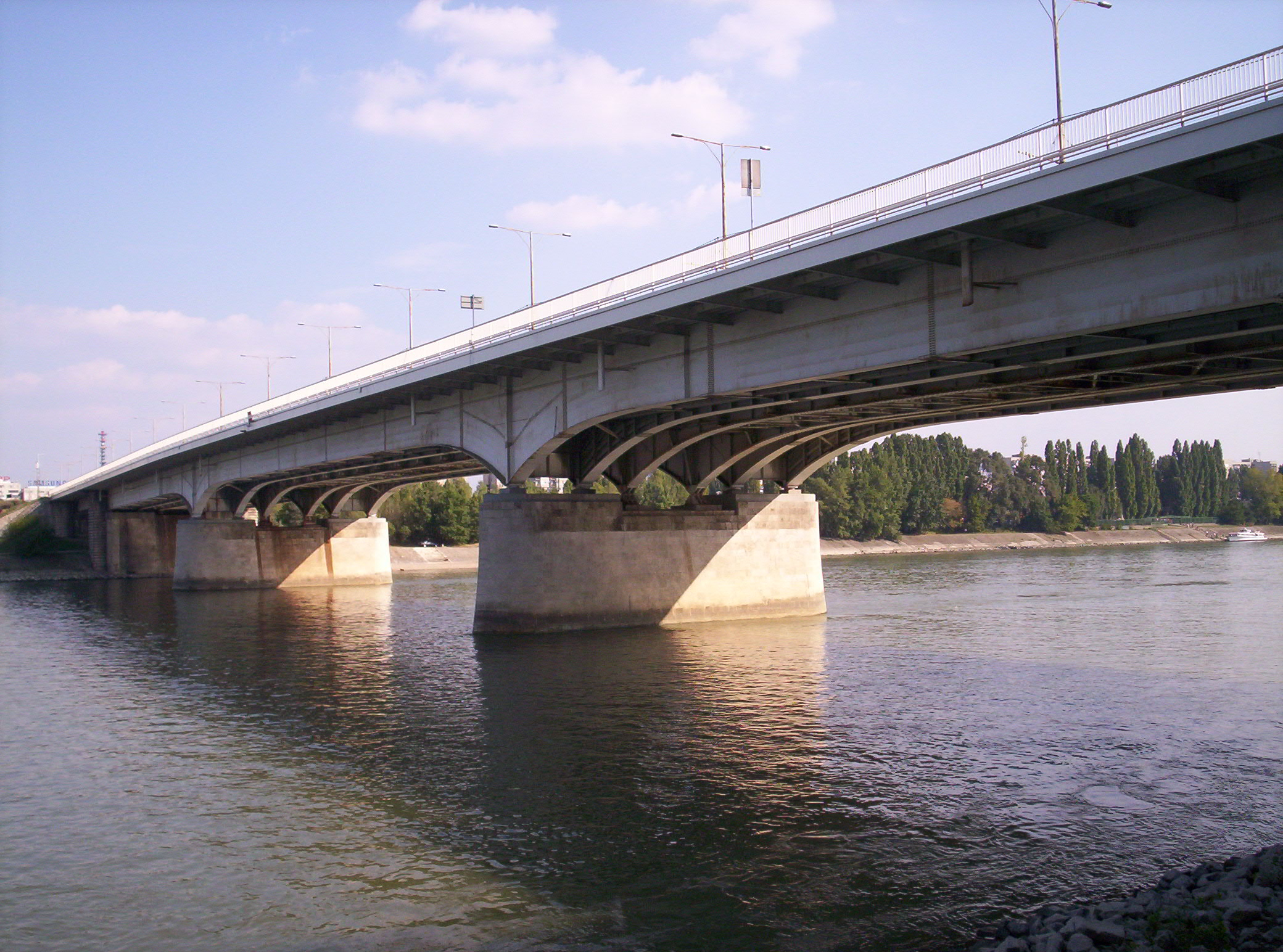
아르파드교

아르파드교(헝가리어: Árpád híd)는 헝가리 부다페스트에 있는 교량으로, 다뉴브강을 가로지른다. 부더와 페슈트를 연결한다.
2008년 메제리교가 개통되기 전까지 헝가리에서 가장 긴 다리였으며, 다리까지 이어지는 구간을 포함하여 약 2km(1.24마일)이고, 이를 제외한 구간은 928m(0.58마일)이다. 너비는 35.3m(116피트)이고 보행자와 자전거 도로와 트램 노선이 있다.
머르기트섬은 다리 중간쯤에 있는 분기점을 통해 아르파드교와 연결되어 있으며, 오부더이섬의 남쪽 끝을 가로지르지만, 두 섬 사이에는 도로, 보행자 또는 다른 연결 수단이 전혀 없다.
페슈트 지역에는 3호선 지하철역이 인접해 있다.

## 역사
예전에는 로마인들이 같은 지역에 다리를 건설했는데, 그것은 요새와 고대 로마 정착지인 아퀸쿰을 연결하고 있었다. 19세기 초에 아르파드라는 이름의 새로운 다리를 건설하려는 계획이 있었지만, 입찰은 1929년에야 발표되었다.
건설은 1939년 야노스 코살카의 계획에 의해 시작되었다. 헝가리의 두 번째 대공인 아르파드 대공의 이름을 따서 "아르파드 다리"로 명명될 계획이었다.
제2차 세계 대전으로 인해 다리는 1950년 전쟁이 끝난 후에야 완공되었다. 당시 헝가리를 통치하던 공산주의 정권 때문에 다리는 스탈린교(헝가리어: Sztálin híd)로 개통되었다. 마지막 공사는 세히 카롤리와 사볼리 팔이 지휘했다.
1958년에 이름이 다시 아르파드교로 변경되었다.